# Arnaldo González
Arnaldo González (Quilmes, 13 maggio 1989) è un calciatore argentino, centrocampista del Ciudad de Bolívar.

## Caratteristiche tecniche
È un trequartista.

## Carriera
Cresciuto nelle giovanili del Quilmes, ha esordito in prima squadra il 26 febbraio 2011 in occasione del match di campionato perso 2-1 contro il Lanús.